# حصار عكا (1104)
وقع حصار عكا في مايو 1104. وكان له أهمية بالغة في توطيد مملكة بيت المقدس، التي تأسست قبل سنوات قليلة فقط. فقد أجبر الملك بالدوين الأول (حكم من 1100 إلى 1118) وبمساعدة أسطول جنوة، المدينة الساحلية البارزة على الاستسلام بعد حصار استمر عشرين يوماً فقط. وعلى الرغم من تأكيد الملك لجميع المدافعين والسكان الراغبين في مغادرة عكا أنهم سيكونون أحراراً عند رحيلهم، مع أخذ ممتلكاتهم معهم، فقد تعرض العديد منهم للذبح على يد الجنويين أثناء مغادرتهم المدينة. علاوة على ذلك، نهب المهاجمون المدينة نفسها.

## خلفية تاريخية
اضطر الصليبيون بعد حصار القدس الناجح، نتيجة الاحتياجات الاستراتيجية والاقتصادية، إلى تركيز اهتمامهم الرئيسي على غزو وتأمين المدن الساحلية في بلاد الشام والمناطق النائية. كان جزء صغير فقط يقع تحت سيطرتهم الفعلية في هذا الوقت والذي أصبح فيما بعد أراضي مملكة بيت المقدس كان تحت سيطرتهم الفعلية. ولم يكن للقدس، عاصمة المملكة، منفذ على البحر إلا من خلال ممر ضيق يمر عبر الرملة واللد إلى يافا. ومع ذلك، كان مثل معظم المناطق الأخرى من البلاد، لا يمكن المرور عبره إلا تحت حماية عسكرية كافية.
كان المغيروون من المدن التي لا تزال تحت سيطرة الفاطميين في مصر واللاجئون المسلمون المتحصنون في الجبال والبدو القادمون من الصحراء يتجولون في كل مكان، ومثلوا تهديداً مستمراً لطرق التجارة والإمداد؛ كما هددت السفن المتمركزة في المدن الساحلية الإسلامية بدورها الطرق البحرية، وقطعت أو عطلت إمدادات الرجال والعتاد من الغرب الضروري لدوام المملكة سياسياً وعسكرياً.
أورثت الوفاة المبكرة لجودفري دي بولون (حكم من 1099 إلى 1100)، أول حاكم لمملكة بيت المقدس، هذه الصعوبات لخليفته الملك بالدوين الأول ليحلها. لم يكن لدى الحاكم الجديد قوات بحرية وكانت قواته البرية محدودة للغاية. ومن ثم، اتبع سياسة غزو نشطة لتأمين مملكته منذ البداية، وانتزع أرسوف وقيسارية من المسلمين في وقت مبكر من 1101. كان لا بد من صد الهجمات الفاطمية المضادة التي انطلقت من مصر، مما قاد إلى معركتي الرملة في سبتمبر 1101 ومايو 1102. لم يتمكن الملك بلدوين الأول من استئناف هجومه للاستيلاء على المدن الساحلية، إلا بعد هزيمة الفاطميون هزيمة ساحقة في نهاية مايو 1102، خلال معركة يافا، بجانب فشل حملتهم الأخيرة في العام التالي بقيادة تاج العجم وابن قادوس.

## الحصار الأول في 1103
كان هدف بالدوين التالي للغزو هو عكا. وبدأ حصار المدينة التي تقع على رأس على الحافة الشمالية لخليج حيفا في ربيع 1103. وقد ساعده باقي أفراد الأطقم والركاب من أسطول الحجاج الذين ساهم ظهورهم بشكل حاسم في الانتصار في معركة يافا في العام السابق.
نصب المحاصرون، الذين قيل إن عددهم حوالي 5000 رجل، المجانيق وأبراج الحصار، الأمر الذي دفع المدافعين في النهاية، بعد قتال طويل، إلى بدء المفاوضات حول شروط الاستسلام. ولكن قبل وقت قصير من استسلام عكا، دخل 12 قادوساً إسلامياً قادماً من صور وصيدا وسفينة نقل كبيرة تحمل رجالاً ومعدات حربية إلى ميناء المدينة، حيث أشعلت هذه التعزيزات الرغبة في القتال. لم يتمكن المدافعون من ضرب العديد من معدات الحصار فحسب، بل ألحقوا أضراراً أيضاً ببرج الحصار الصليبي. هنا قرر الملك بالدوين رفع الحصار. دمر الصليبيون المنسحبون ما تبقى من معدات الحصار، وكذلك الكثير من بساتين عكا.
اختار الملك بالدوين هدف آخر نحو جبل الكرمل بعد الفشل في معركة عكا، لتطهيره من جماعات قطاع الطرق الذين ما زالوا يهددون أمن طرق المرور حول حيفا من هناك. ومع ذلك، فقد أصيب خلال إحدى المناوشات، وبعد ذلك كان لا بد من إنهاء هذا المسعى مبكراً.

## الحصار الثاني في 1104
وصل أسطول جنوي مكون من 70 سفينة إلى حيفا في مايو 1104. لقد سبق لجنوة مؤازرة ريمون تولوز في احتلال جبيل. رأى بالدوين الفرصة سانحة أمامه، فدخل في مفاوضات مع الجنويين، انتهت بموافقتهم على دعمه إذا حصلوا، بعد الاستيلاء على عكا، على ثلث الغنائم والامتيازات التجارية والاستيطان في الحي التجاري بالمدينة.
بدأ هذا التحالف في حصار عكا في 6 مايو 1104. حاصر جيش بالدوين المدينة من البر، بينما غطى الأسطول الجنوي الجانب البحري. أبدت حامية عكا في البداية مقاومة شرسة. لكن نظراً لنقص المساعدات من مصر، عرض والي عكا الفاطمي، المملوك بنا، المعروف باسم زهر الدولة الجيوشي، الاستسلام للمحاصرين، بنفس شروط استسلام أرسوف.
حيث اشتُرط السماح لجميع السكان الراغبين في مغادرة عكا إلى عسقلان مع ممتلكاتهم، ولكن يمكن للبقية البقاء كرعايا إفرنجيين وحتى يمكنهم الاحتفاظ بمساجدهم. قبل بلدوين الشروط، واستسلمت المدينة أخيراً إلى الصليبيين بعد عشرين يوماً من بدء الحصار. «ولما رأى الجنويون كيف خرج [المسلمون] بكل متاعهم آخذين كنوزهم معهم، أعماهم الجشع والطمع، واقتحموا المدينة، وقتلوا أهلها، وسلبوا منهم الذهب والفضة والأقمشة الأرجوانية وغيرها من الأشياء الثمينة»، أفاد المؤرخ ألبرت دي إيكس [الإنجليزية] أن «شعب الفرنجة»، أي رجال الجيش الملكي، «تملكهم سعار الجشع» وشاركوا في ممارسات النهب، التي يقال إنها كلفت حياة حوالي 4000 من السكان والمدافعين عن عكا، فغضب بلدوين من سوء سلوك الجنويين، وقرر معاقبتهم، لولا توفيق البطريرك إيفريمار [الإنجليزية] بين الطرفين، فاضطر بعد ذلك إلى منح ثلث المدينة لهم.

## النتائج
أصبحت عكا المركز التجاري والميناء الرئيسي لمملكة بيت المقدس بعد فترة وجيزة من احتلالها، بحيث يمكن نقل البضائع من دمشق إلى أوروبا. أصبح لدى المملكة حينها ميناء آمن في جميع الأحوال الجوية مع تحصين عكا كثيرًا. على الرغم من أن ميناء يافا كان أقرب بكثير إلى القدس، فقد كان مجرد مرسى مفتوح وضحل للغاية بالنسبة للسفن الكبيرة. مع صعوبة نقل الركاب والبضائع إلى الشاطئ أو تفريغ حمولتهم عليه إلا بمساعدة قوارب العبارات الصغيرة، وهو ما يعتبر مهمة خطرة خاصة في البحار العاصفة.} أما ميناء حيفا فعلى الرغم من أنه كان أعمق ومحمياً من الرياح الجنوبية والغربية بجبل الكرمل، فقد كان معرضاً للرياح الشمالية بالخصوص.

## الملاحظات
1. ↑  كان سي-ولف [الإنجليزية]، وهو حاج سافر عبر مملكة بيت المقدس في أوائل القرن الثاني عشر، وألف عملاً بعنوان «تقرير رحلة الحج إلى القدس»، مرعوباً من مدى خطورة الرحلة من ساحل البحر المتوسط حتى القدس.
2. ↑  من المقدر أن بالدوين الأول ربما لم يكن لديه أكثر من 200 فارس و1000 من المشاة تحت إمرته عندما وصل إلى السلطة، بما أن معظم الصليبيين قد عادوا إلى ديارهم بعد غزو القدس.[1]
3. ↑  ذكر ابن الأثير أن الوالي زهر الدولة الجيوشي «رحل [بعد الاستسلام]». فذهب إلى دمشق أولاً حيث مكث لفترة، ثم عاد إلى مصر واعتذر للوزير الفاطمي الأفضل شاهنشاه عن تسليم عكا. فقبل اعتذاره.[4]
4. ↑  شهد سي-ولف كيف حطمت العاصفة أكثر من 20 سفينة من الأسطول الذي حمله وغرق العديد من الحجاج.